# Круколі
Круколі (італ. Crucoli, сиц. Cruculi) — муніципалітет в Італії, у регіоні Калабрія,  провінція Кротоне.
Круколі розташоване на відстані близько 470 км на південний схід від Рима, 70 км на північний схід від Катандзаро, 40 км на північ від Кротоне.
Населення — 3165 осіб (2014).
Щорічний фестиваль відбувається 3 неділі травня. Покровитель — Madonna di Manipuglia.

## Демографія
Населення за роками:

Станом на 1 січня 2023 року в муніципалітеті офіційно проживало 129 іноземців з 19 країн, серед них 88 громадян країн Євросоюзу та 13 громадян України.

## Сусідні муніципалітети
- Каріаті
- Чиро
- Скала-Коелі
- Терравеккія
- Умбріатіко